# 28e bataillon du génie
Pour les articles homonymes, voir 28e bataillon.
Le 28e bataillon du génie, créé en avril 1914, est un bataillon formant corps pour la place de Belfort. Il n'existe pas de lien entre le 28e bataillon du génie, le 28e régiment du génie et le 28e régiment de transmissions si ce n'est le numéro. Le 28e régiment de transmissions est dépositaire de l'héritage des unités ayant précédemment porté le même numéro. À ce titre, depuis 1981, il conserve l'héritage du 28e Bataillon du Génie, citations, décorations et fourragères obtenues par les compagnies de combat du 28e BG.

## Création et différentes dénominations
Le 28e bataillon du génie est créé à compter du 1er mai 1914, mais à cette époque, il s'agit d'un bataillon de forteresse, celle de Belfort. Il aurait dû être créé un 12e régiment du génie, composé du 7e et du 28e BG, à la suite des 9e, 10e et 11e R.G créés à la même date. Mais faute de trouver une ville de garnison capable d'accueillir l'état-major du régiment, les deux bataillons sont restés dans leurs garnisons respectives. Le 28e bataillon du génie naît à Belfort, à la caserne Vauban et comporte trois compagnies d’active et 8 compagnies de réserve.

## Chef de corps
À la date de la création du bataillon, le génie de la région fortifiée de Belfort est commandé par le colonel Lanty. Son adjoint, le chef de bataillon Mathelin, dirige le génie du noyau central de la place.

## Historique des garnisons, combats et batailles du28eBG

### Première Guerre mondiale

#### Compagnies du régiment durant la guerre
Au moment de la mobilisation, le génie de Belfort se compose des trois compagnies d’active du 28e BG commandées par les capitaines Fage (28/1), Doumert (28/2), Thiébaut (28/3), d’un détachement de télégraphistes de forteresse aux ordres du capitaine Gaucher, d’une section de radiotélégraphistes, d’un groupe colombophile installé à la caserne Friedrichs, d’un détachement de sapeurs conducteurs renforcé d’un élément de convoi automobile : l’ensemble étant placé sous le commandement du capitaine Stremler, et d’une escouade d’ouvriers d’art.
À partir du 2 août, le 28e BG incorpore quatre compagnies composées de réservistes : 28/4 (capitaine Guery), 28/5 (lieutenant Faucheux), 28/6 (capitaine Fouillade) et une compagnie de dépôt (28/21) aux ordres du lieutenant Vivier.

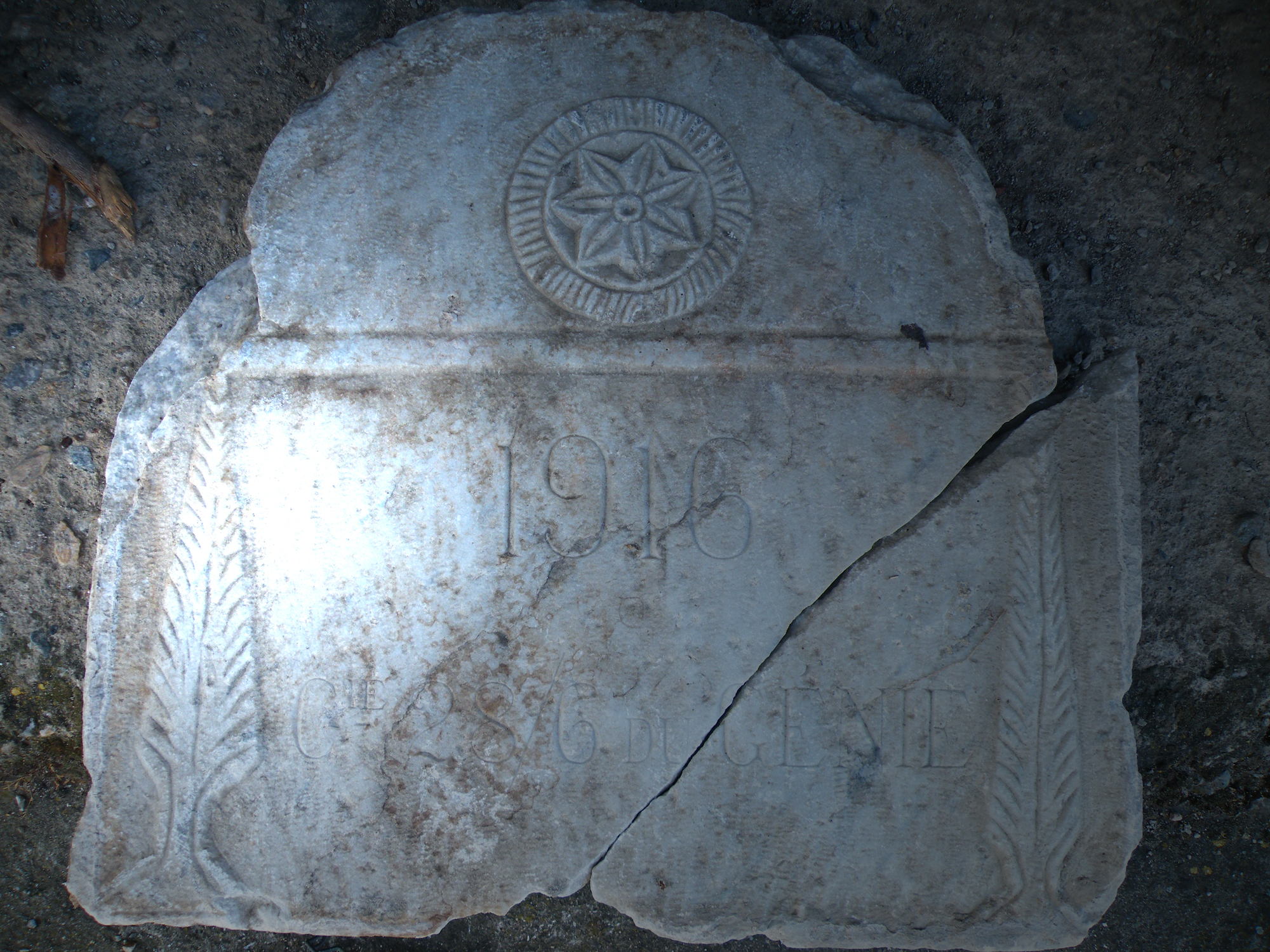
Crussia Grèce, Cie 28/6 du génie, 1916

Les compagnies 28/1, 28/6, 28/21 font partie du corps expéditionnaire d'Orient (C.E.O).

#### 1916
La Compagnie 28/6 quitte Nares avec la 114e Brigade et après plusieurs jours de marche vers le N.-E, s'installe à Snevcé au nord de la Grèce. Elle a pour mission de créer des pistes et des routes dans le Massif des Crussian-Balkan, afin de faciliter le ravitaillement de la Division dont le secteur d'occupation s'étend dans la vallée de la Bukova.

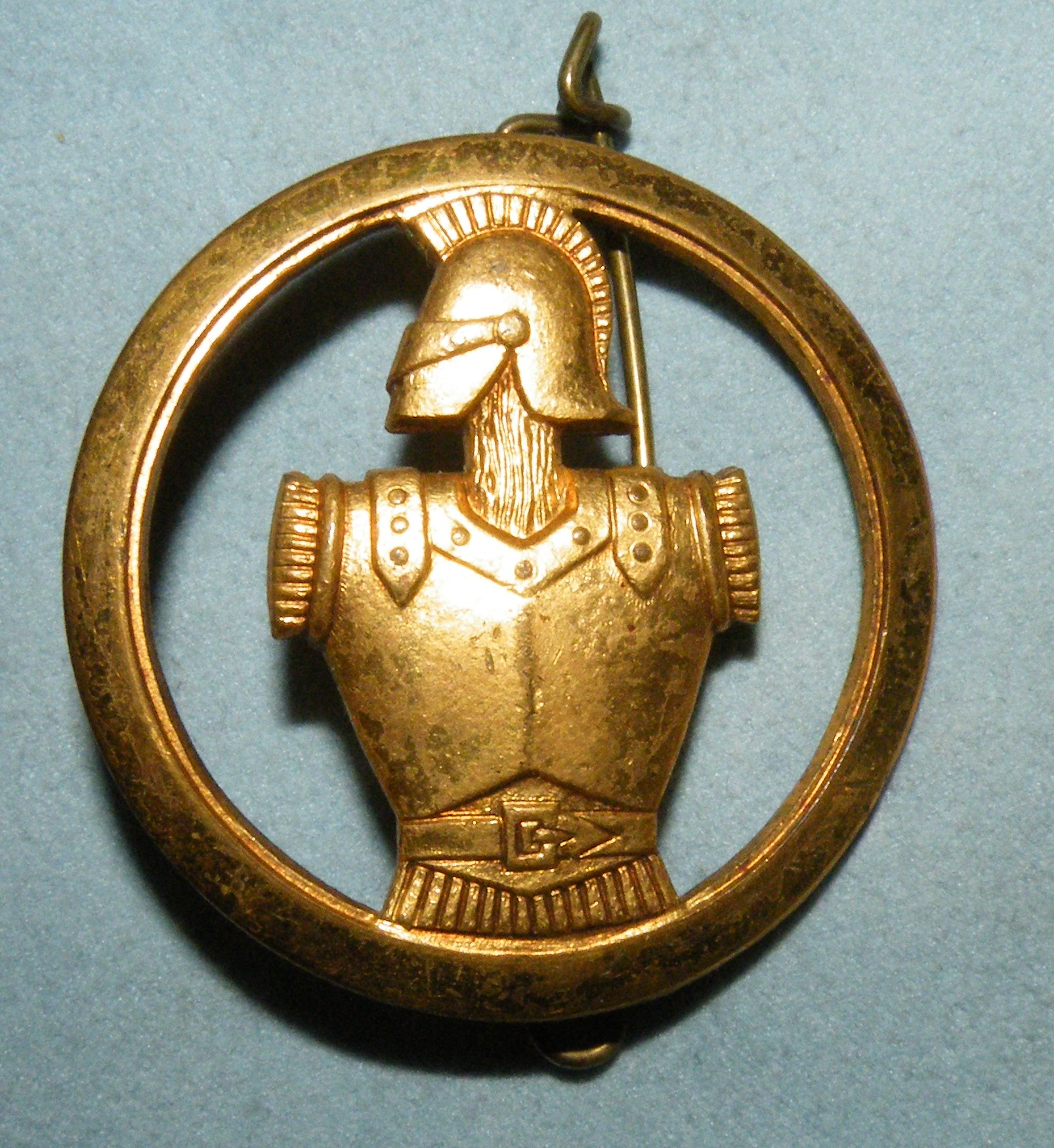
Insigne de beret du génie (Crussia -Kroussia Mountain,Macedonia,Grèce)

### Entre-deux-guerres
Le 28e bataillon du génie est dissous. Ses compagnies passent au 10e régiment du génie.

## Décorations
Lors de la grande guerre 1914-1918, les Compagnies du 28e BG obtiennent : 12 citations à l'ordre de l'Armée ; 3 citations à l'ordre du Corps d'Armée ; 3 citations à l'ordre de la Division ; 4 citations à l'ordre du Régiment.
La compagnie 28/4 porte la fourragère aux couleurs du ruban de la médaille militaire avec 6 palmes.
Les compagnies 28/54 et 28/2 portent la fourragère aux couleurs du ruban de la Croix de guerre 1914-1918.
Le 28e régiment de transmissions est dépositaire de l'héritage des unités ayant précédemment porté le même numéro. À ce titre, il conserve l'héritage du 28e bataillon du génie, citations, décorations et fourragères obtenues par les compagnies de combat du 28e BG.

## Sources et bibliographie
- Bernard Giudicelli et Jacques Dupire, Précis des unités du Génie de 1793 à 1993, Paris, Service Historique de la Défense, 2008.
- Historique de la Compagnie 28/4 du génie par le commandant Guéry, 1929 sur Gallica
- Historique de la compagnie 28/6 du 2e régiment du génie pendant la campagne 1914-1918, 1920 sur Gallica